# دفنة قوقازية
دفنة قوقازية (الاسم العلمي:Daphne caucasica) هي نوع من النباتات تتبع جنس الدفنة من الفصيلة المثنانية.